# Electra omanensis
Electra omanensis is een mosdiertjessoort uit de familie van de Electridae. De wetenschappelijke naam van de soort is voor het eerst geldig gepubliceerd in 2012 door Nikulina, Ostrovsky & Claereboudt.